# Valle dei cristiani

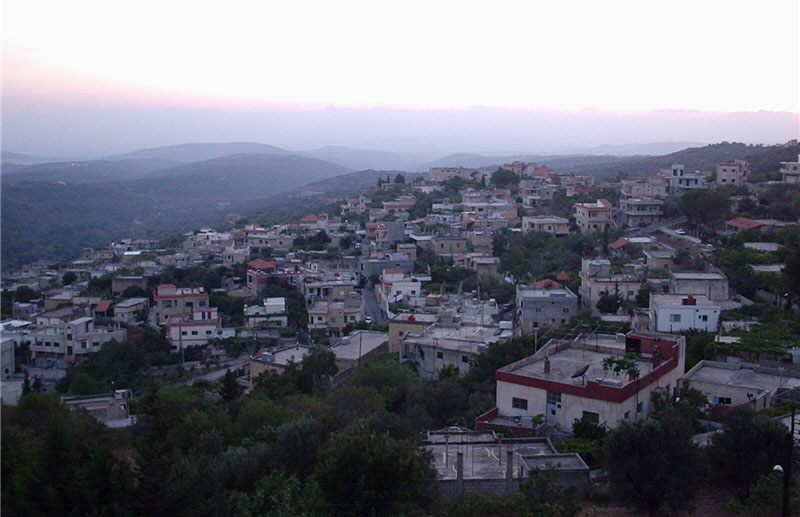
Villaggio di Zweitina

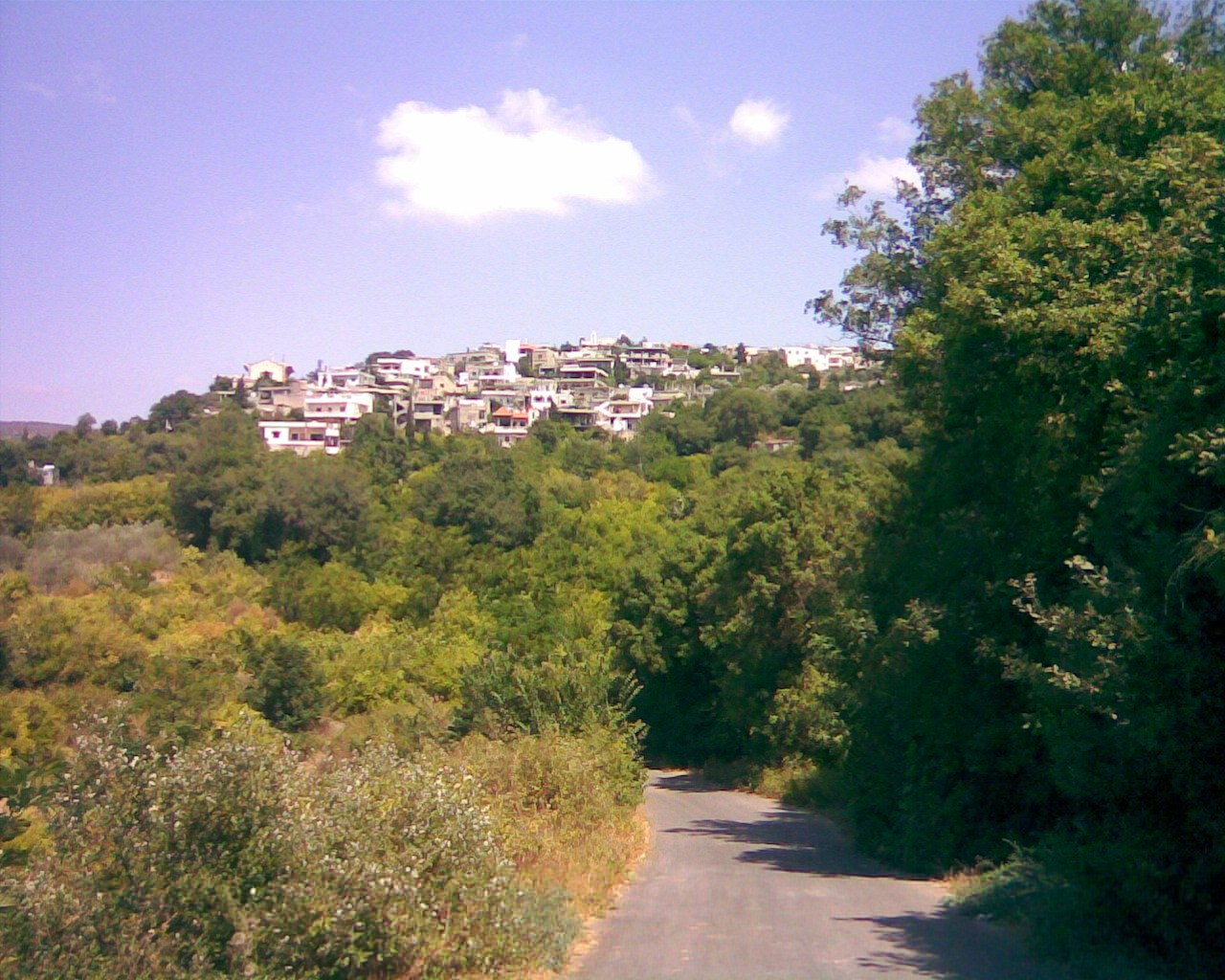
Villaggio di Mashta Azar

La Valle dei Cristiani (in arabo وادي النصارى‎?, Wādī an-Naṣārá) è un'area nell'ovest della Siria, vicino al confine libanese ed amministrativamente appartenente al Governatorato di Homs. La maggior parte degli abitanti dell'area è di religione cristiana orientale. La Valle dei Cristiani era un sito turistico popolare prima dello scoppio della Guerra civile siriana. Nel settembre del 2016, vi erano circa 250.000 abitanti, tra cui più di 210.000 cristiani e 8.000 famiglie sfollate provenienti da altre regioni della Siria, specialmente da Homs.

## Villaggi della valle
- Marmarita (in arabo مرمريتا‎?)
- al-Hawash (in arabo الحواش‎?)
- Zweitina (in arabo الزويتينة‎?)
- al-Mazinah (in arabo المزينة‎?)
- al-Nasirah (in arabo الناصرة‎?)
- Muqabara (in arabo مقعبرة‎?)
- al-Mishtaya (in arabo المشتاية‎?)
- Ballat (in arabo بلاط‎?)
- Tannurin (in arabo تنورين‎?)
- Anaz (in arabo عناز‎?)
- Jiwar al-Afas (in arabo جوار العفص‎?)
- Habnamrah (in arabo حب نمرة‎?)
- Ish al-Shuha (in arabo عش الشوحة‎?)
- Amar al-Husn (in arabo عمار الحصن‎?)
- Ayn al-Barda (in arabo عين الباردة‎?)
- Ayn al-Ajuzi (in arabo عين العجوز‎?)
- Ayn al-Ghara (in arabo عين الغارة‎?)
- Kafra (in arabo كفرا‎?)
- Mashta Azar (in arabo مشتى عازار‎?)
- Qalatiyah  (in arabo القلاط‎?)
- Kimah (in arabo كيمة‎?)
- Masraa (in arabo مزرعة‎?)
- Muklous (in arabo مقلس‎?)
- Kafr Ram (in arabo كفرام‎?)
- Bahzina (in arabo بحزينا‎?)
- Joineyat (in arabo جوانيات‎?)
- Tallah (in arabo التل‎?)
- Daghla (in arabo دغلة‎?)
- Rabah (in arabo رابح‎?)